# Mogöl (Odensvi socken, Småland)
Mogöl är en sjö i Västerviks kommun i Småland och ingår i Storån-Botorpsströmmens kustområde. Sjöns area är 0,03 kvadratkilometer och den befinner sig 104,8 meter över havet.